# Léon Scieur
Léon Scieur (Florennes, 19 marzo 1888 – Florennes, 7 ottobre 1969) è stato un ciclista su strada belga.
Professionista tra il 1913 e il 1925, vinse la Liegi-Bastogne-Liegi nel 1920 e il Tour de France 1921.

## Carriera
Scieur iniziò a correre da professionista nel 1913, riuscendo subito a cogliere una vittoria, la settima tappa del Giro del Belgio, che concluse poi al quarto posto della classifica generale, e un decimo posto nella classica francese Parigi-Tours.
Nel 1914 ottenne due buoni piazzamenti nel campionato belga dove fu quarto e nuovamente al Giro del Belgio concluso al quinto posto. Partecipò anche al Tour de France che chiuse al quattordicesimo posto.
Lo scoppio della Grande guerra costrinse Scieur a "scendere" dalla bici e solo nel 1919 a fine conflitto tornò in attività. Partecipò nuovamente al Tour de France che concluse al quarto posto, sfiorando più volte la vittoria, ottenne infatti quattro terzi posti e un secondo nelle singole tappe.
Nel biennio 1920-1921 Scieur riuscì a vincere la Liegi-Bastogne-Liegi nel 1920 e il Tour de France 1921 e, sempre nel 1921, fu inoltre terzo nella Parigi-Roubaix.
Nel 1922 ottenne ancora numerosi risultati: terminò settimo al Grand Prix Wolber, ottavo alla Roubaix, quinto al campionato nazionale. Il quinto posto alla Liegi-Bastogne-Liegi del 1923 fu invece l'ultimo acuto di Scieur, che iniziò da questa stagione un lento declino che lo portò al ritiro nel 1925.

## Palmarès
- 1913

7ª tappa Giro del Belgio
- 1920

Liegi-Bastogne-Liegi
11ª tappa Tour de France
- 1921

3ª tappa Tour de France
10ª tappa Tour de France
Classifica generale Tour de France

## Piazzamenti

### Grandi Giri
- Tour de France

1914: 14º
1919: 4º
1920: 4º
1921: vincitore
1922: ritirato (3ª tappa)
1923: ritirato (7ª tappa)
1924: ritirato (6ª tappa)

### Classiche monumento
- Parigi-Roubaix

1913: 25º
1919: 13º
1921: 3º
1922: 8º
- Liegi-Bastogne-Liegi

1911: 10º
1912: 9º
1920: vincitore
1921: 6º
1923: 5º